# Simoun
Simoun (jap. シムーン Shimūn) – seria anime wyemitowana w Japonii w 2006 roku. Składa się on z 26 odcinków transmitowanych od 3 kwietnia do 25 września na kanale TV Tokyo. 
Na podstawie anime powstała adaptacja w formie mangi opublikowana w „Comic Yuri Hime”, oraz druga, która była serializowana w „Magami Magazine”. Istnieje również dwutomowa adaptacja w postaci light novel. 

## Fabuła
Simoun odbywa się na podobnej do Ziemi planecie Daikūriku (jap. 大空陸). Wszyscy mieszkańcy Daikūriku są urodzonymi kobietami. Teokratyczny naród Simulacrum ma monopol na technologię silników helikalnych i w rezultacie wzrósł do dobrobytu. Dwa narody Argentum i Plumbum toczą z nim wojnę, próbując ukraść technologię. W Simulacrum dziewczęta dorastają do siedemnastego roku życia, kiedy pielgrzymują do świętego miejsca zwanego „Źródłem”, aby wybrać permanentną płeć do dorosłego życia. Simulacrum bronią zaawansowane sterowce znane jako „Simoun”, dwumiejscowe maszyny napędzane dwoma helikalnymi silnikami. Simoun są pilotowane przez kapłanki znane jako sibyllae (jap. シムーン·シヴュラ Shimūn Shivyura; plural; singular sibylla), dziewczęta, które nie wybrały jeszcze permanentnej płci; czyniąc to, kapłanka czyni się fizycznie niezdolną do pilotowania Simouna. sibyllae są zorganizowane w „chóry” lub dwunastu pilotów sześciu Simounów, gdzie mają pełną siłę. Sibyllae może wpisywać na niebie ogromne glify znane jako Ri Mājon, używając Simoun, aby wytworzyć potężne magiczne efekty zarówno podczas walk, jak i ceremonii.

## Anime
Anime zostało wydane na DVD w Japonii przez Bandai Visual. Seria składa się z dziewięciu płyt DVD, z dwoma odcinkami na pierwszym tomie i trzema na każdym z pozostałych. Są zakodowane dla Regionu 2 i nie mają angielskich napisów. 7-płytowy zestaw DVD został wydany w Japonii 28 stycznia 2011 r. Zestaw zawiera wszystkie 26 odcinków, ale nie zawiera żadnych dodatków na płycie ani notatek liniowych z oryginalnych płyt DVD. Magazyn Megami wydał 30-minutowe promocyjne DVD dla Simoun we wrześniu 2006 roku. Oferta została ograniczona do pierwszych 1000 czytelników do wysłania kuponu z magazynu. DVD zawiera komentarze i wywiady, segment Tsukkomi podobny do tego na DVD 8, „lektor” pierwszej części mangi Megami i inne materiały promocyjne. 

## Audio CD
Victor Entertainment wydał dwa maxi single, które posłużyły jako czołówka i muzyka do napisów dla serii anime. Temat czołówki Utsukushi Kereba Sore de Ii (jap. 美しければそれでいい), w wykonaniu Chiaki Ishikawy, został wydany 4 kwietnia 2006 r. Końcowy temat Inori no Uta (jap. 祈りの詩), w wykonaniu Savage Genius, został wydany 19 kwietnia 2006 r. Dwie oryginalne ścieżki dźwiękowe zostały wydane na dwóch albumach Simoun Original Soundtrack 1 i Simoun Original Soundtrack 2, wydanych przez Victor Entertainment 21 czerwca 2006 r. I 30 sierpnia 2006 r. Wszystkie 52 utwory oprócz tematu otwierającego i kończącego zostały skomponowane przez Toshihiko Sahashi. 
Album Kaze no Kesshō (jap. 風の結晶) wykonywany przez Savage Genius, został wydany przez Victor Entertainment 5 lipca 2006 roku Zawierał temat przewodni Atashi no Subete (jap. あたしのすべて 〜Die for You〜) oraz temat końcowy, Yume no Atosaki (jap. 夢のあとさき), na adaptację PS2. 
Słuchowisko zatytułowane Aa Uruwashi no Haken OL, Nazenanda Simoun Kabushiki Gaisha (jap. 嗚呼麗しの派遣OL、実録シムーン株式会社) zostało wydane 25 października 2006. Jest to komedia rozgrywająca się w alternatywnym świecie, w którym kilka postaci pojawia się we współczesnym Tokio i próbuje założyć własną firmę. 

### Kompilacje radia internetowego
Internetowa stacja radiowa Onsen nadawała cotygodniowe program Dempa DE Ri Maajon (jap. 電波 DE リ·マージョン) prowadzone przez seiyuu Rieko Takahashi i Mikako Takahashi, które trwały od 21 lipca 2006 r. Do 15 stycznia 2007 r. i miała 26 odcinków. Serię radiową skompilowano w dwa CD-ROMy zatytułowane Simoun 電波 電波 DE リ マ ー ジ ョ ン 〜 Flight 1 i Simoun 電波 電波 DE リ マ ー ジ ョ ン 〜 Flight 2 zawierający 13 odcinków, obie wydane przez Onsen 24 listopada 2006 i 23 lutego 2007. Obie otrzymały bonusową płytę CD z niepublikowanym wcześniej materiałem o podobnej treści do odcinków radiowych. 6 czerwca 2007 odbył się specjalny jednorazowy program radiowy, który był połączeniem z wydaniem gry PS2. Został on później wydany jako CD pod tytułem Simoun 〜 電波 DE マ · マ ー ジ ョ ン Flight Special Flight 17 sierpnia 2007. 

## Manga
Dramatyczna opowieść zatytułowana Simoun napisana przez Hashibę Hayase była serializowana w czasopiśmie Comic Yuri Hime 3–5 (styczeń, kwiecień i lipiec 2006). Rozdziały zostały skompilowane w pojedynczym tomie i opublikowane przez wydawnictwo Ichijinsha 16 września 2006 roku.

## Light novel
Dwutomowa seria light novel została opublikowana przez wydawnictwo Gakken pod imprintem Megami Bunko (jap. メガミ文庫). Autorem powieści jest Junko Okazaki, a ilustracje wykonała Asako Nishida. 
| Nr | Data wydania (język japoński) | ISBN (język japoński)  |
| -- | ----------------------------- | ---------------------- |
| 1  | 27 lipca 2006                 | ISBN 978-4-05-903511-4 |
| 2  | 23 listopada 2006             | ISBN 978-4-05-903512-1 |

## Gry
Gra przygodowa na PlayStation 2 zatytułowana Shimūn Ibara Sensō 〜Fūin no Ri Mājon〜 (jap. シムーン 異薔薇戦争〜封印のリ·マージョン〜) został wydany przez Marvelous Entertainment. Gra była dostępna zarówno w wersji limitowanej, jak i standardowej. Początkowo miała zostać wydana w listopadzie 2006, ale została opóźniona do 21 czerwca 2007 r.

## Odbiór
Erica Friedman, prezes Yuricon i ALC Publishing, nazwała Simoun „Najlepszym yuri 2006”, wypowiadając się w zachwytach na temat ścieżki dźwiękowej, grafiki i historii.
Anime News Network pochwaliło tę historię za to, że nie musiała polegać na jej zawartości yuri i za to, że jest kreatywną serią mecha, która pobudza do myślenia. Zakończenie serii było postrzegane jako częściowo zadowalające, ponieważ niektóre elementy były „gorzkie”. 